# مامادي كوندي
مامادي كوندي سياسي ودبلوماسي غيني. عُين كوندي لأول مرة في منصب وزير الخارجية ‏ في مارس 2004. بعد أن حلت فاتوماتا كابا محله في 8 مارس 2005، وعُين كوندي مرة أخرى وزيرًا للخارجية في عام 2006، واحتفظ بالمنصب حتى مارس 2007.
ألقي القبض على مامادي كوندي في يناير 2021